# Oksana Dmitriieva
Oksana Fyodorovna Dmitrieva (22 de agosto de 1977) es una directora de teatro de marionetas ucraniana, directora jefe del Teatro de Marionetas de Járkov, actriz, dramaturga, crítica teatral, fotógrafa y artista gráfica. Es Artista de Honor de la República Autónoma de Crimea (2006).

## Biografía
Oksana Dmitriieva se graduó en 1998 en la Escuela Superior de Teatro y Arte de Dnipropetrovsk con una licenciatura en Teatro de Marionetas, tras lo cual recibió inmediatamente una invitación para el Teatro de Marionetas de Crimea bajo la dirección de Boris Azarov en SimferÓpol). Durante su trabajo en este teatro actuó en 17 representaciones y participó en festivales internacionales. De 2004 a 2007 fue directora de este teatro.
De 2001 a 2006, Oksana Dmitriieva estudió por correspondencia en el Instituto de Arte Iván Kotlyarevsky de Járkov en dos facultades a la vez: estudios de teatro y dirección de teatro de marionetas. Sus primeras obras de dirección fueron "Balaganchik" y "El amor de Don Perimplin".
En 2006 recibió el título honorífico de "Artista de Honor de la República Autónoma de Crimea".
En 2007, se graduó con un máster en la Universidad Nacional de Teatro, Cine y Televisión I. K. Karpenko-Kary de Kiev. Ese mismo año, se presentaron dos obras del director en el Festival de Ivano-Frankivsk "Oberehy": "Alas para Pulgarcita" (Teatro de Marionetas de Poltava) y la obra "El amor de Don Perimplin".
Oksana Dmitriieva trabaja en el Teatro de Marionetas de Járkov desde 2007. Primero, como directora con un ensayo de "El anillo mágico", y después de la producción, recibió una invitación para ocupar el puesto de directora del teatro. La mayoría de las obras en el teatro fueron realizadas en conjunto con la artista principal del teatro Natalia Denisova.
Oksana Dmitriieva tiene en su arsenal más de 30 papeles en el escenario. Ha realizado más de 20 actuaciones en los escenarios de los teatros ucranianos. Es ganadora de concursos y festivales internacionales.
Dimitriieva vive y trabaja en Járkov.

## Otras lecturas
- Александр Стогний. Музей театральных кукол. Путеводитель. — Харьков: «Золотые страницы», 2009. — 104 c. —ISBN 978-966-400-165-3 .
- Стогний А. А., Денисова Н. n. Харьковский государственный академический театр кукол. Презентационный альбом. — Харьков, 2014.
- Алексей Рубинский. Харьковский театр кукол: история, анализ традиций и школы (Опыт исторической философии). — Харьков: «Тим Паблиш Груп», 2014. — 512 c. —ISBN 978-966-2741-27-8 .